# Arrondissements de la Haute-Saône

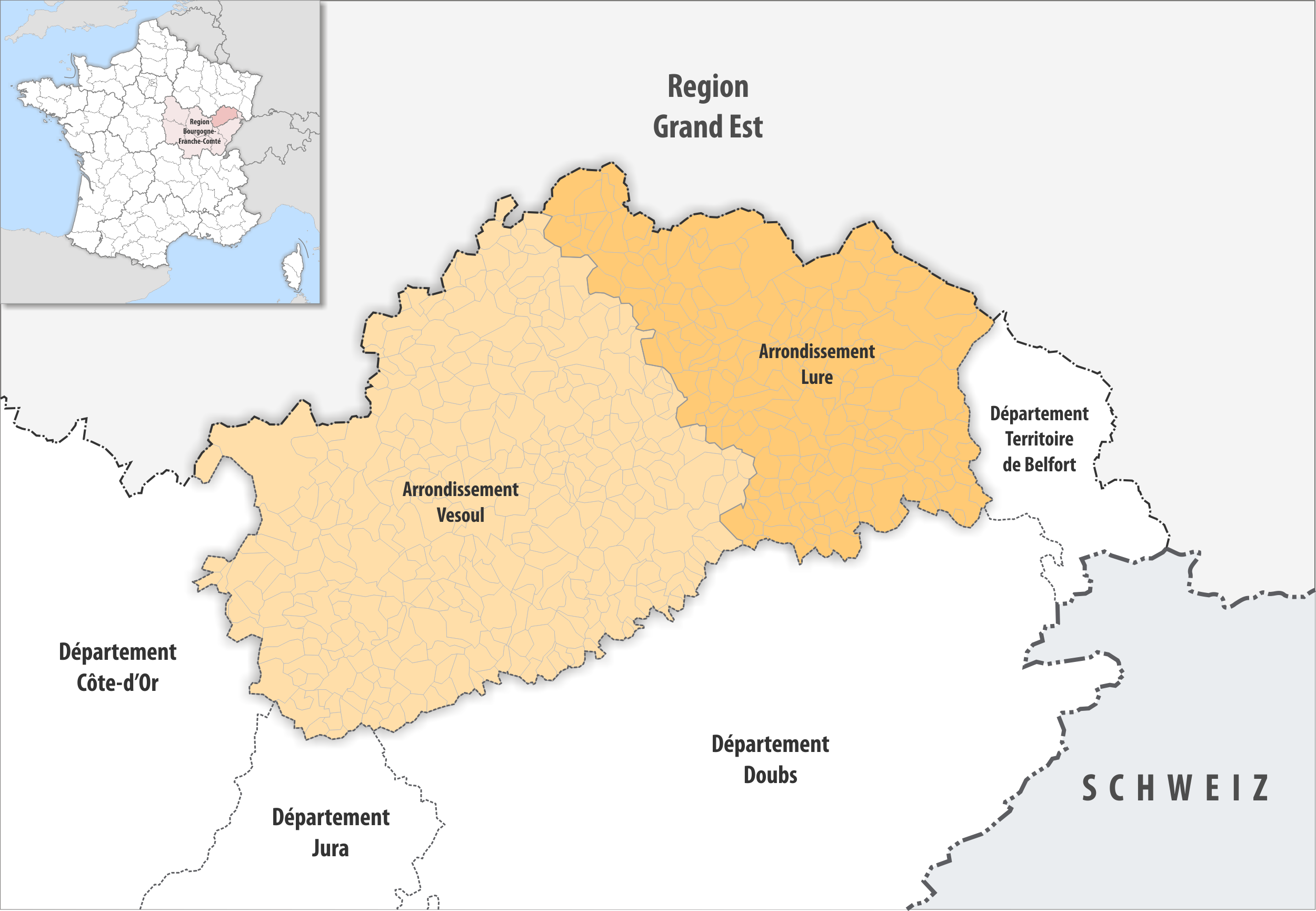
Les arrondissements de la Haute-Saône en 2019.

Le département de la Haute-Saône comprend deux arrondissements.

## Composition
| Nom                      | Code Insee | Superficie (km2) | Population (dernière pop. légale) | Densité (hab./km2) | Modifier             |
| ------------------------ | ---------- | ---------------- | --------------------------------- | ------------------ | -------------------- |
| Arrondissement de Lure   | 701        | 1 906,20         | 106 255 (2022)                    | 56                 | modifier les données |
| Arrondissement de Vesoul | 702        | 3 453,90         | 127 665 (2022)                    | 37                 | modifier les données |
| Haute-Saône              | 70         | 5 360,00         | 233 920 (2022)                    | 44                 | modifier les données |

## Histoire
- 1790 : création du département de la Haute-Saône avec six districts : Champlitte, Gray, Jussey, Lure, Luxeuil, Vesoul
- 1793 : rattachement de la principauté de Montbéliard annexée, qui constitue un 7e district
- 1797 : le district de Montbéliard est détaché de la Haute-Saône et rattaché au département du Mont-Terrible
- 1800 : le chef-lieu du département est déplacé de Gray à Vesoul
- 1800 : création des arrondissements : Gray, Lure, Vesoul
- 1926 : suppression de l'arrondissement de Gray